# Спурій Постумій Альбін (консул 110 року до н. е.)
Спурій Постумій Альбін (лат. Spurius Postumius Albinus; ? — після 110 до н. е.) — політичний, державний та військовий діяч Римської республіки, консул 110 року до н. е.

## Життєпис
Походив з патриціанського роду Постуміїв. Син Спурія Постумія Альбіна Магна, консула 148 року до н. е. Про молоді роки мало відомостей. 
У 110 році до н. е. його обрано консулом разом з Марком Мінуцієм Руфом. За час його каденції з посольством до Риму прибув нумідійський цар Югурта, справа якого розглядалася сенатом. Скориставшись цією обставиною Альбін запропонував Массіві, сину Гулусси, двоюрідному братові Югурти, висунути свої претензії на трон Нумідії. Проте Массіву було вбито за наказом Югурти. Це було доведено Спурієм Постумієм, внаслідок чого розпочалася війна Риму проти Югурти. 
З римським військом Альбін рушив до Нумідії, але нічого не зміг протистояти партизанській тактиці нумідійців. У цей час Постумій вимушений був залишити війська, щоб провести вибори у Римі. На час своєї відсутності залишив армію на свого брата Авла. Проте той потрапив у засідку й зазнав поразки від Югурти. 
У відповідь Спурій Альбін зібрав нові війська, втім народні трибуни Публій Ліциній Лукулл та Луцій Анній заборонили виводити їх з Італії. Тому Альбін особисто вирушив до Нумідії. Але він знову не зміг перемогти Югурту. Після закінчення консульських повноважень Спурія Альбіна та його брата Авла було засуджено за невдалі дії в Африці. Подальша доля Спурія Постумія Альбіна невідома.